# 大塚崇 (俳優)
大塚 崇（おおつか たかし、1947年3月7日 - ）は、日本の俳優。本名同じ。劇団手織座に所属していた。神奈川県横浜市出身。浅野高等学校卒。

## 出演作品

### 映画
- あしたの火花（1977年） - 労働者 役

### テレビドラマ
- 特別機動捜査隊
  - 第395話「薔薇と悪魔」（1969年） - ボーイ 役
  - 第416話「秋風のブルース」（1969年） - 博 役
  - 第442話「箱根山を包囲せよ」（1970年）
- 炎の青春 第5話「コブから出た真実」（1969年）
- 安ベエの海（1969年 - 1970年）
- 俄 浪華遊侠伝 第10話・第11話（1970年）
- 男たちのブルース（1970年）
- 男は度胸（1970年 - 1971年）
- 兄貴の恋人（1970年）
  - 第6話
  - 第12話
  - 第13話
- 変身忍者 嵐 第16話「ロボット! 飛行タコ! 大作戦!!」（1972年）
- 直八子供旅（1973年）
- ウルトラマンタロウ 第10話「牙の十字架は怪獣の墓場だ!」（1973年） - 稲垣 役
- ロボット刑事 第15話「標的は原子番号79?!」・第16話「バドーから奪え!!」（1973年）
- イナズマン 第17話「謎の対決! ふたりの渡五郎!!」（1974年）
- 旗本退屈男 第20話「ねらわれた一万両」（1974年）
- 刑事くん 第3部 第52話「はじめての贈物」（1974年）
- 大江戸捜査網 第3シリーズ 第51話「逆転 隠密同心!」（1974年）
- 風と雲と虹と（1976年） - 将門の郎党 役
- 新・二人の事件簿 暁に駆ける 第20話「わる学生・完全な遊戯」（1976年）
- 前略おふくろ様 第2シリーズ 第10話（1976年） - 巡査 役
- 男たちの旅路 第2部 第1話「廃車置場」（1977年）
- 花神（1977年）
  - 第18話「逆さひょうたん」
  - 第30話「三人党」
- 愛していると言ってくれ 第5話「会えない」（1995年）